# Live! One Night Only
Live! One Night Only è un album dal vivo di Patti LaBelle, pubblicato nel settembre 1998 attraverso l'etichetta discografica MCA. L'album ha permesso alla LaBelle di vincere un Grammy Award come migliore performance vocale R&amp;B.

## Tracce
Disco 1
1. "I Believe" (Drake, Graham, Shirl, Stillman) – 3:55
2. "When You Talk About Love" (Harris, Lewis, Nesby, Wright) – 4:59
3. "Flame" (Antelis, Russell) – 4:28
4. "He Doesn't Love You" – 3:01
5. "New Attitude" (Gilutin, Hull, Robinson) – 2:23
6. "If You Asked Me To" (Warren) – 3:13
7. "If Only You Knew" (Biggs, Gamble, Sigler) – 7:13
8. "You Are My Friend" (Edwards, Ellison, LaBelle) – 5:21
9. "Lord's Side" – 6:12

Disco 2
1. "The Bells" (Gaye, Gaye, Gordy, Stover) – 3:17
2. "Is It Still Good to You" (Ashford, Simpson) – 4:41 - duetto con Luther Vandross
3. "Don't Make Me Over" (Bacharach, David) – 3:13
4. "If You Love Me" – 6:35
5. "On My Own" (Bacharach, Sager) – 5:14
6. "Sparkle" – 1:05
7. "Got to Be Real" (Lynn, Paich, Foster) – 3:24 - duetto con Mariah Carey.
8. "Lady Marmalade" (Crewe, Nolan) – 5:08
9. "Patti Talk" – 3:09
10. "A Change Is Gonna Come" (Cooke) – 4:04
11. "Hold On (Change Is Comin')" (Clarke, Reid, Seacer, Steele, Troutman, Troutman) – 4:55 - con Luther Vandross
12. "Over the Rainbow" (Arlen, Harburg) – 5:12
13. "I Believe I Can Fly" (Kelly) – 2:51

## Classifiche
Live! One Night Only raggiunse il 182º posto nella classifica Billboard 200 e il numero 51 nella classifica dei migliori album R&B.

## Eredità
Il duetto cover di "Got to Be Real" è stata usata come titolo e tema della webserie parodistica Got 2B Real, che vide Patti LaBelle e Mariah Carey come protagonisti.